# Elza, a esperta

Elza, a esperta (em alemão: Die kluge Else) ou Elsie, a sensata é um conto alemão curto e engraçado compilado pelos Irmãos Grimm. É o conto número 34 (KHM 34). O título é uma ironia, já que a protagonista não tem nada de esperta. Enquadra-se nos Tipos 1450 e 1383 do Sistema Aarne-Thompson-Uther de classificação de contos folclóricos. A história foi publicada pelos Irmãos Grimm na segunda edição de Kinder- und Hausmärchen em 1819.

## História
Elsie (ou Elza em algumas traduções; em alemão Else), a esperta, como seus pais a chamam, vai se casar. Quando um pretendente chamado Hans vem visitá-la, Elsie desce até o porão para pegar cerveja. Lá, ela vê uma picareta pendurada na parede acima do barril de cerveja; imagina que, caso se casasse com Hans e iniciasse uma família, essa picareta poderia cair e matar seu filho. Por causa desse possível infortúnio, Elsie começa a chorar alto no porão. Um de cada vez, a criada, o garoto e a mãe, descem para chamar Elsie, até que finalmente o pai vai ele mesmo. Quando encontram Elsie e descobrem o motivo de seu choro, eles também começam a chorar. No final, Hans também vai até o porão, ouve sobre o possível infortúnio e decide se casar com Elsie, dizendo: "maior entendimento que este não é necessário para a minha casa".
Na segunda parte da história, Hans e Elsie estão casados há algum tempo. Hans pede que ela colha algum trigo para fazerem pão, mas Elsie leva um caldo, consome-o, e antes mesmo de começar a trabalhar adormece. Quando Hans chega em casa, primeiro supõe que Elsie ainda está trabalhando e elogia sua diligência. No entanto, quando a encontra dormindo no trigal, pendura uma rede de caçar aves em volta dela com pequenos sinos e vai para casa. Quando Elsie acorda no escuro e ouve os sinos, não se reconhece mais: "Sou eu, ou será que não sou eu?" Volta para casa e pergunta pela janela se Elsie está lá dentro. Quando Hans responde que "sim", ela foge, chorando: "Ah, Deus do céu! Então, não sou eu." Ela nunca mais é vista.